# جورج بييل
جورج بييل (بالإنجليزية: George Beall) هو محامي ومدع أمريكي، ولد في 17 أغسطس 1937 في فروستبورغ في الولايات المتحدة، وتوفي في 15 يناير 2017 في نيبلز في الولايات المتحدة.